# Krašovice (Krásná Hora nad Vltavou)
Krašovice jsou malá vesnice, část města Krásná Hora nad Vltavou v okrese Příbram ve Středočeském kraji. Nachází se asi 3,5 kilometru jihovýchodně od Krásné Hory nad Vltavou. Vesnicí protéká Krašovický potok a kromě toho zde jsou dva rybníky. V minulosti byla v Krašovicích škola, která později zanikla. Vesnicí prochází silnice II/118. Je zde evidováno 44 adres. V roce 2011 zde trvale žilo 35 obyvatel.
Krašovice jsou také název katastrálního území o rozloze 3,41 km².

## Historie
První písemná zmínka o vesnici pochází z roku 1219.

## Obyvatelstvo
| Rok            | 1869 | 1880 | 1890 | 1900 | 1910 | 1921 | 1930 | 1950 | 1961 | 1970 | 1980 | 1991 | 2001 | 2011 | 2021 |
| -------------- | ---- | ---- | ---- | ---- | ---- | ---- | ---- | ---- | ---- | ---- | ---- | ---- | ---- | ---- | ---- |
| Počet obyvatel | 232  | 227  | 226  | 234  | 210  | 216  | 189  | 118  | 105  | 80   | 61   | 44   | 34   | 35   | 47   |
| Počet domů     | 35   | 34   | 35   | 38   | 37   | 37   | 36   | 36   | 63   | 27   | 22   | 35   | 31   | 33   | 35   |

## Obecní správa
Při sčítání lidu v letech 1850–1979 Krašovice byly samostatnou obcí, se kterým patřily nejprve do okresu Sedlčany, ale od roku 1960 v okrese Příbram. Od 1. ledna 1980 jsou částí města Krásná Hora nad Vltavou v okrese Příbram. V letech 1850–1979 k obci patřily Mokřice a Vrbice.

## Pamětihodnosti
- Na návsi se pod vzrostlými stromy nachází zvonice.
- U silnice 118 z Petrovic do Krásné Hory nad Vltavou, která Krašovicemi prochází, se na okraji vesnice nachází kaple Panny Marie Královny. Kaple stojí na vyvýšeném místě, naproti budově bývalé školy. Nad vchodem do kaple je pod stříškou uvedena datace LP. 1833. Tato kaple je spolu s další, menší výklenkovou kapličkou, chráněná jako kulturní památka.
- Mezi místními kulturními památkami je také zapsaná i venkovská usedlost čp. 14.

## Galerie

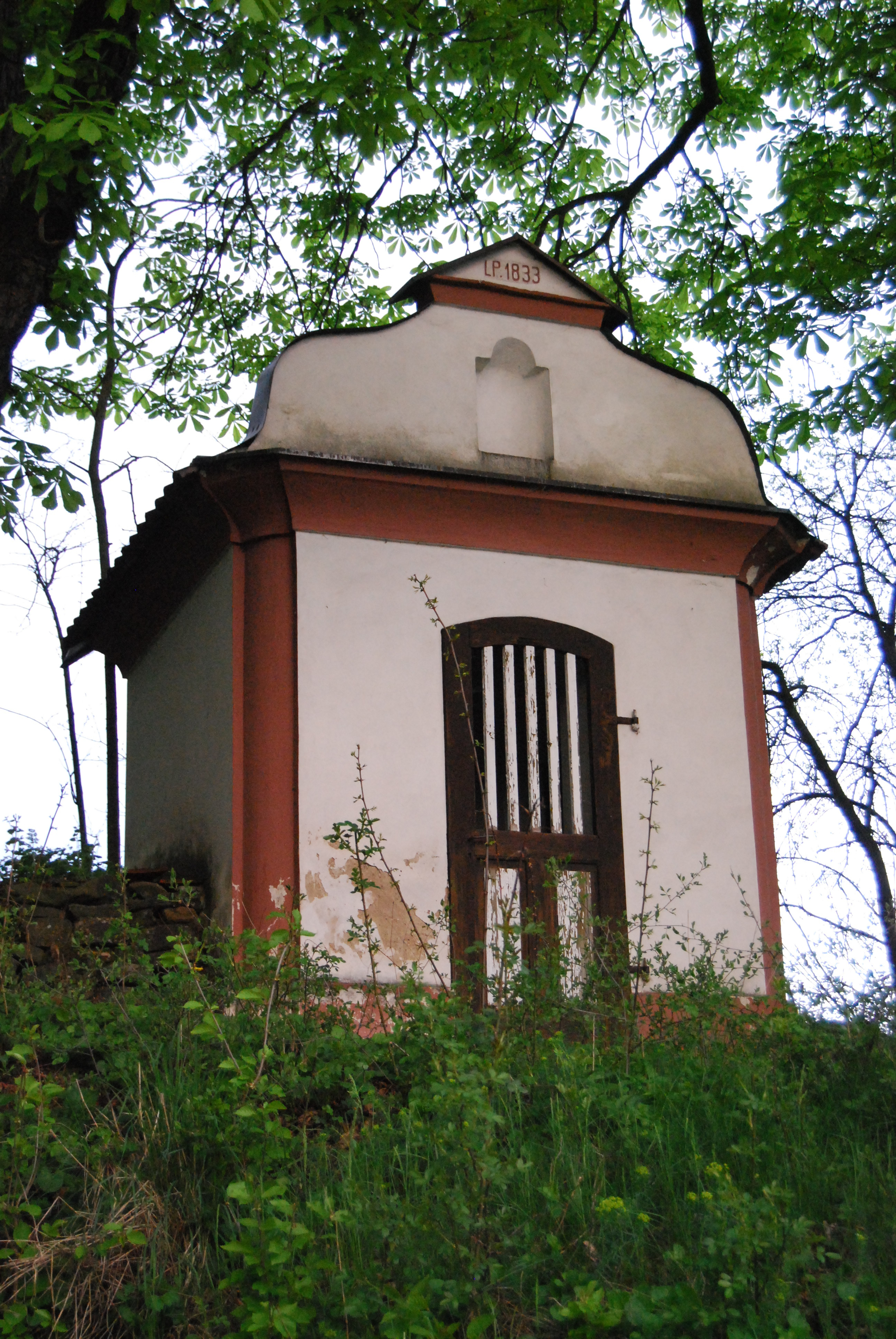
Kaple Panny Marie Královny
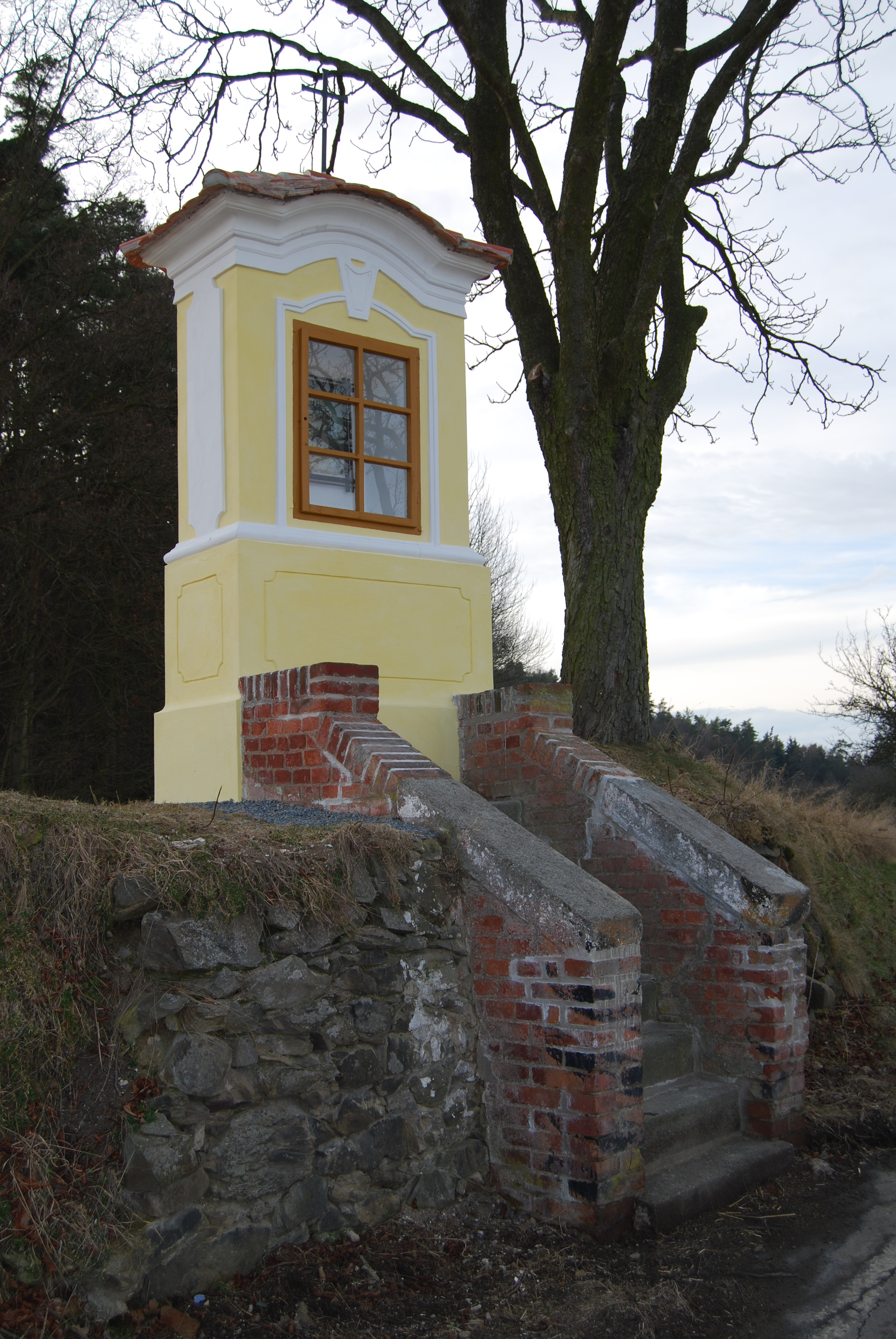
Výklenková kaple
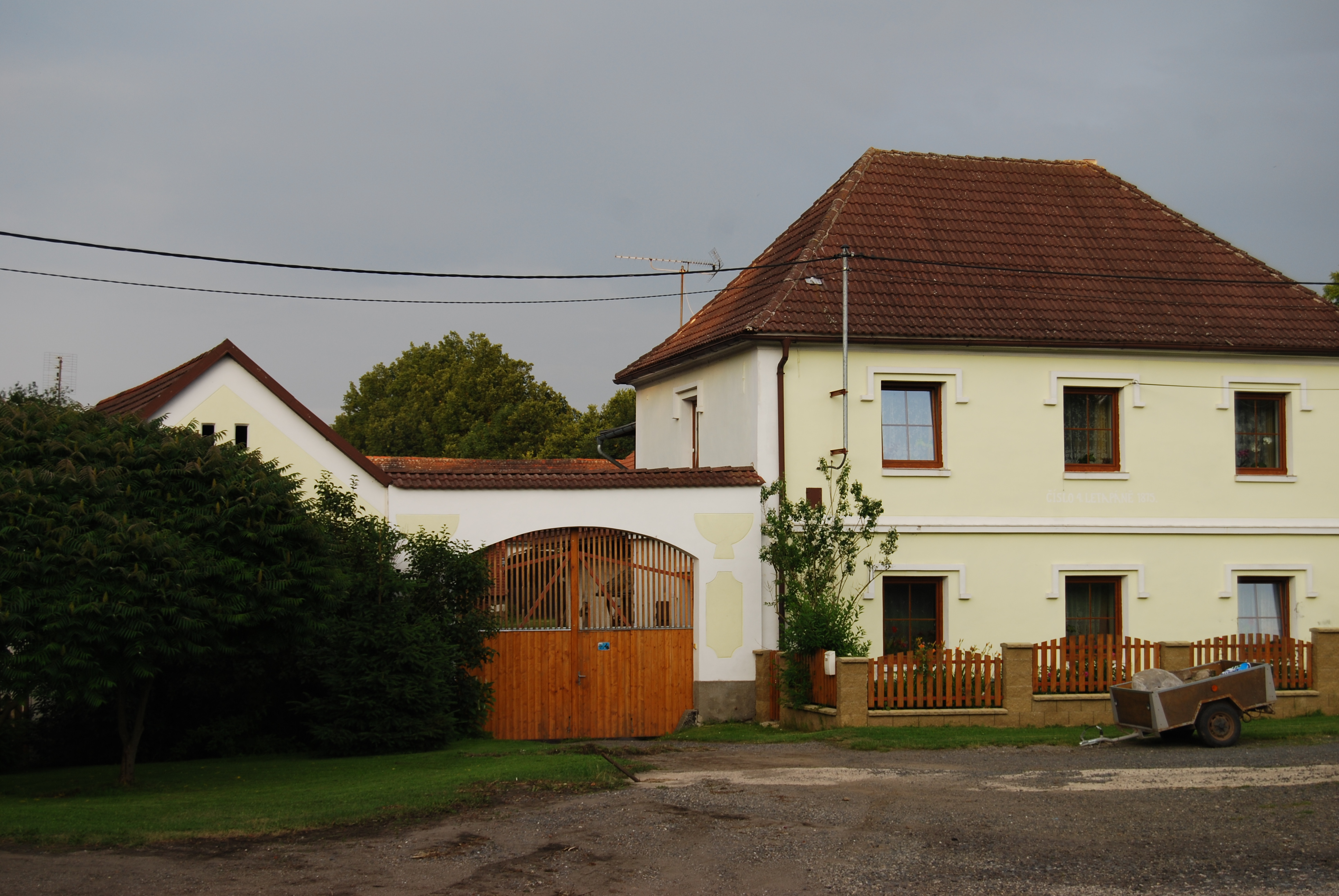
Usedlost ve vsi
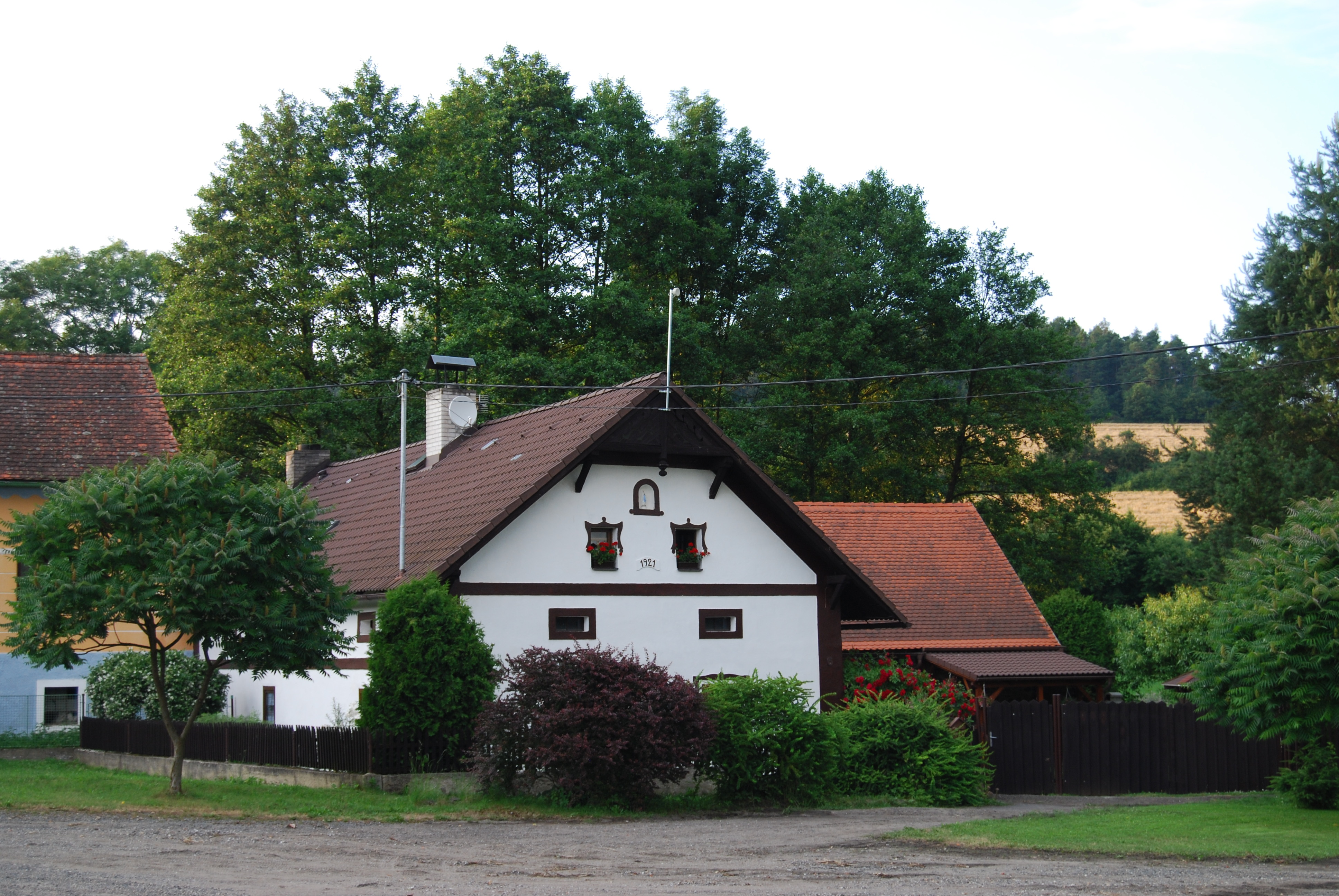
Usedlost ve vsi